# Wallace Hartley
Wallace Henry Hartley (Colne, 2 de junho de 1878 – Oceano Atlântico, 15 de abril de 1912) foi um violinista e bandleader britânico mais conhecido por ter sido o líder da banda do RMS Titanic durante sua viagem inaugural. Se tornou famoso por liderar a banda de oito integrantes enquanto o navio afundava em 15 de abril de 1912. Ele e seus companheiros de banda morreram na tragédia.

## Início de vida e carreira
Wallace Henry Hartley nasceu em 2 de junho de 1878 na cidade de Colne, Lancashire, Inglaterra. Seu pai, Albion Hartley, era mestre de coro e superintendente de uma Escola Dominical em Burnley Road, onde sua família frequentava os cultos. O próprio Albion costumava apresentar o hino Nearer, My God, to Thee durante as congregações. Wallace então passou a estudar na Escola Metodista de Colne, onde aprendeu a tocar violino com um colega de congregação.
Após deixar a escola, Hartley começou a trabalhar no Craven & Union Bank em Coine. Quando sua família se mudou para Huddersfield, ele se juntou à Orquestra Filarmônica de Huddersfield. Em 1903, ele saiu de casa para se juntar à Orquestra Municipal de Bridlington, onde permaneceu por seis anos. Mais tarde, ele se mudou para Dewsbury e em 1909 se juntou à Cunard Line como músico, servindo nos transatlânticos RMS Lucania, RMS Lusitania e RMS Mauretania.
Enquanto servia no Mauretania, o vínculo empregatício dos músicos da Cunard foi transferido para a agência musical CW & FN Black, que passou a fornecer músicos tanto para a Cunard quanto para a White Star Line. Essa transferência mudou o status que Hartley tinha a bordo, uma vez que ele não era mais considerado um membro da tripulação, mas sim um passageiro normal, embora suas passagens fossem custeadas pela agência. Entretanto, essa mudança de contrato gerou polêmica após o naufrágio do RMS Titanic, pois descobriu-se que nem a empresa marítima nem a agência musical pagaram as indenizações aos familiares dos músicos, com cada uma alegando que era responsabilidade da outra.
Em abril de 1912, Hartley foi designado como o bandleader do RMS Titanic. Ele chegou a hesitar em comparecer nesta viagem por não querer deixar sua noiva, Maria Robinson, a quem havia acabado de propor casamento, mas acabou decidindo ir por acreditar que trabalhar na viagem inaugural do Titanic lhe renderia uma possível rede de contatos para trabalhos futuros.

## Titanic

### Naufrágio
Após o Titanic colidir com um iceberg na noite de 14 de abril de 1912 e começar a afundar, Hartley e seus companheiros de banda começaram a tocar músicas para ajudar a manter os passageiros calmos enquanto a tripulação preparava os botes salva-vidas. Muitos sobreviventes disseram que Hartley e sua banda continuaram tocando até o fim. Nenhum membro da banda sobreviveu ao naufrágio, e os relatos contados pelos sobreviventes onde eles permaneceram tocando até o fim tornou-se uma lenda popular. Um jornal da época afirmou que "o papel desempenhado pela orquestra a bordo do Titanic em seus últimos momentos terríveis estará entre os mais nobres atos de heroísmo no mar".
Embora a última música tocada pela banda seja desconhecida, "Nearer, My God, to Thee" ganhou aceitação popular. O livro A Night to Remember (1955) de Walter Lord popularizou o relato do radiotelegrafista Harold Bride, onde ele afirmou ter escutado a música "Autumn". Ellwand Moody, um dos músicos que tocaram com Hartley no Mauretania afirmou que ele havia dito que tocaria "Nearer, My God, to Thee" ou "Our God, Our Help in Ages Past" se estivesse em um navio afundando. Se "Nearer, My God, to Thee" foi de fato tocada, é incerto qual versão Hartley usou. Na igreja, seu pai costumava usar a versão "Propior Deo", de Arthur Sullivan, e sua família tinha certeza de que ele também teria usado essa versão na noite do naufrágio. As notas de abertura dessa melodia aparecem no memorial de Hartley e também foi tocada em seu funeral.

### Posteridade

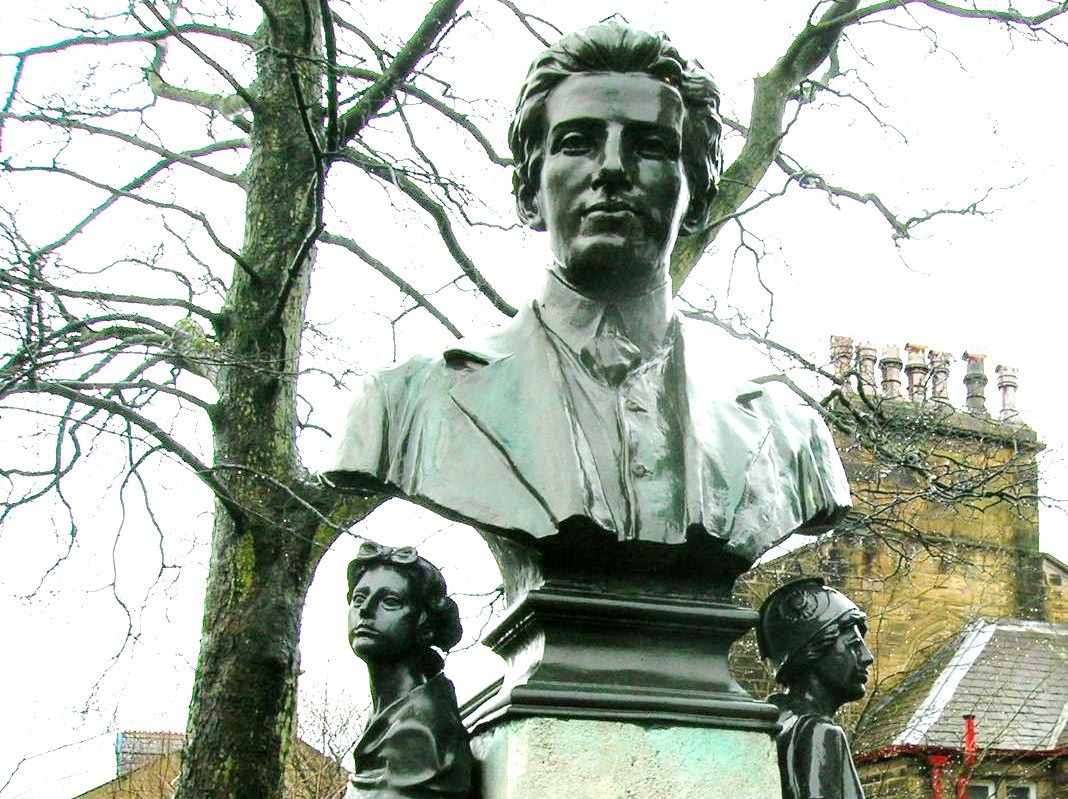
Busto de Hartley em Colne.

O corpo de Hartley foi recuperado quase duas semanas após o naufrágio pelo Mackay-Bennett. Diversas reportagens da imprensa confirmaram que ele foi encontrado "completamente vestido, com o estojo do violino preso ao corpo".
Ele foi transferido para o SS Arabic e retornou à Inglaterra. Seu pai, Albion, se encontrou com o navio em Liverpool e trouxe o corpo do filho de volta para sua cidade natal, Colne. O funeral ocorreu no dia 18 de maio de 1912 sob a presença de mil pessoas, enquanto cerca de 30 a 40 mil pessoas acompanharam o trajeto de seu cortejo fúnebre.
Hartley está enterrado no cemitério de Keighley Road, em Colne, onde uma lápide de três metros de altura, contendo um violino esculpido em sua base, foi erguida em sua homenagem. Um memorial a Hartley, encimado por seu busto, foi erguido em 1915 em frente à então biblioteca municipal. O memorial diz:

Wallace Hartley. Maestro da banda do RMS Titanic que morreu no naufrágio do navio em 15 de abril de 1912. Erguido através de contribuições voluntárias para comemorar o heroísmo de um nativo desta cidade.

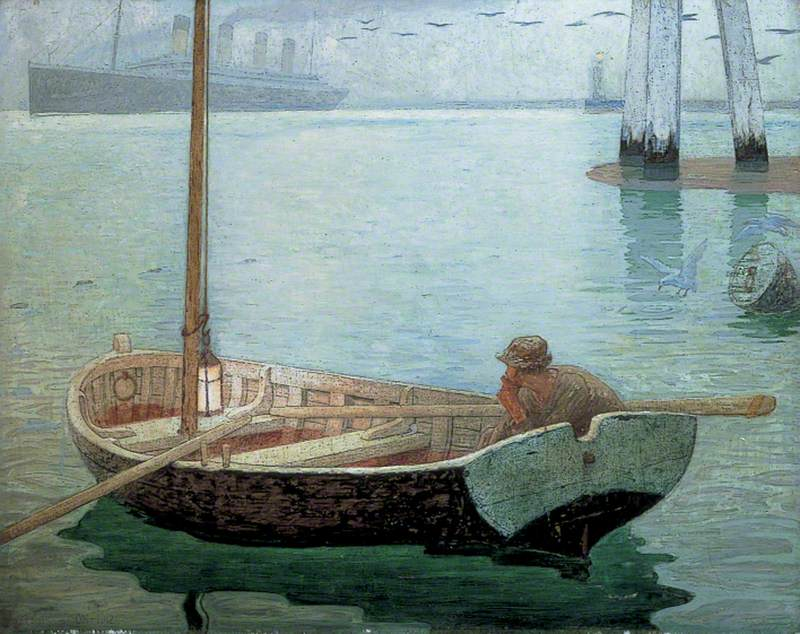
The Outward Bound, 1912, de Frederick Cayley Robinson.

Mais tarde, seu memorial foi ligeiramente movido para dar lugar ao memorial da Primeira Guerra Mundial. Sua antiga casa, localizada em West Yorkshire, ostenta uma blue plaque para lembrar aos transeuntes que o líder da banda do Titanic já morou naquele lugar.
Outro memorial dedicado aos músicos do Titanic como um todo foi erguido em Broken Hill, no noroeste de Nova Gales do Sul. A população de Broken Hill ficou tão comovida com a bravura dos músicos do navio que, em poucas semanas, lançaram um apelo público para a criação de um memorial para eles. O memorial foi inaugurado em dezembro de 1913. A cidade de Ballarat, no estado de Vitória, na Austrália, possui um coreto eduardiano para homenagear os músicos que faleceram no desastre, erguido pelo Conselho de Ballarat através de fundos arrecadados pela Victorian Band Association e cidadãos da área. O coreto foi inaugurado no dia 22 de outubro de 1915. Todos os anos, no aniversário do naufrágio do Titanic, uma banda toca "Nearer, My God, To Thee". Em 2001, o nome de Hartley ainda era usado para nomear novas ruas e moradias na cidade de Colne. Em 2008, a rede de pubs J D Wetherspoon o homenageou colocando seu nome em um pub recém inaugurado em Colne.
A pintura a óleo de Frederick Cayley Robinson, de 1912, chamada The Outward Bound, mostra um jovem em um barco observando o Titanic deixar Southampton. O quadro, encomendado em memória de Hartley, foi inaugurado no dia 23 de dezembro de 1912 e doado à Galeria de Arte de Leeds.

### Violino
Em março de 2013, após dois anos de análise profunda pelo The Forensic Science Service em nome dos leiloeiros Henry Aldridge & Son, além de sete anos de coleta de evidências pela casa de leilões sediada em Wiltshire, foi anunciado que o violino encontrado no sótão de um homem britânico dentro de um estojo com as iniciais "WHH" foi o instrumento usado por Hartley durante o naufrágio do Titanic. A identificação foi auxiliada por uma gravura no violino de fabricação alemã que sua noiva, Maria Robinson, colocou no instrumento em 1910, que contém os dizeres: "Para Wallace, por ocasião do nosso noivado. Maria". Testes adicionais feitos por um especialista em prata da Gemmological Association of Great Britain confirmaram que a placa de prata que se encontra na base do violino era original e que a gravura em metal feita em nome de Maria Robinson coincidia com os tipos de gravuras feitos em 1910. Uma tomografia computadorizada permitiu que especialistas obtivessem imagens 3D do interior do violino. O fino detalhamento da digitalização permitiu que os especialistas examinassem a construção, o interior e a cola que unia o instrumento, mostrando sinais de uma possível restauração. Ao pesquisar as origens do violino, os leiloeiros Henry Aldridge & Son em parceria com Christian Tennyson-Ekeberg, biógrafo de Hartley, descobriram a transcrição de um telegrama enviado ao Secretário Provincial da Nova Escócia, datado em 19 de julho de 1912, no diário de Maria, no qual ela declarou:

Eu ficaria muito grata se você pudesse transmitir meus sinceros agradecimentos a todos que  tornaram possível a devolução do violino do meu falecido noivo.

Após a morte de Maria Robinson em 1939, sua irmã doou o violino ao Exército de Salvação de Bridlington e contou ao seu líder, o Major Renwick, sobre a associação do instrumento com o Titanic. O violino foi posteriormente passado a um professor de violino, que o entregou à mãe do próximo proprietário. "Está com a mesma família há mais de 70 anos", afirmou Henry Aldridge & Sons. Craig Sopin, proprietário de uma das maiores coleções de memorabilia sobre o Titanic do mundo, além de ser um especialista do navio, disse acreditar que "o violino de fato é o de Hartley e não uma fraude", através de um relato à ABC News.
O violino de Hartley passou a ser exibido no museu Titanic Belfast, próximo ao estaleiro onde o Titanic foi construído na Irlanda do Norte, além de outros dois museus nos Estados Unidos: Titanic Branson e Titanic Pigeon Forge. O instrumento foi posteriormente vendido pela Henry Aldridge & Son em Wiltshire, no dia 19 de outubro de 2013 por £ 900 mil (R$ 3 milhões em valores da época), conforme relatado pela BBC, NBC e The Washington Post.
Atualmente, o violino reside no museu Titanic Belfast e está aberto à visitação pública. Ele possui duas grandes rachaduras que o impossibilita de ser tocado.

## Representações no cinema
- Charles Belchier em A Night to Remember (adaptação para o cinema feita em 1958 , do livro homônimo de 1955) de Walter Lord.
- Victor Langley em S.O.S. Titanic (filme para televisão de 1979)
- Jonathan Evans-Jones em Titanic (filme de 1997)
- Csongor Veer em Titanic (mini série de TV de 2012)